# Comuna Brusturi, Bihor
Brusturi (în maghiară: Tataros, în germană Brestur) este o comună în județul Bihor, Crișana, România, formată din satele Brusturi (reședința), Cuieșd, Loranta, Orvișele, Păulești, Picleu, Țigăneștii de Criș și Varasău.

## Demografie
Componența etnică a comunei Brusturi
     Români (83,11%)
     Slovaci (3,49%)
     Romi (3,03%)
     Maghiari (1,12%)
     Alte etnii (0%)
     Necunoscută (9,25%)
Componența confesională a comunei Brusturi
     Ortodocși (67,3%)
     Penticostali (17,65%)
     Romano-catolici (2,5%)
     Baptiști (1,42%)
     Alte religii (1,75%)
     Necunoscută (9,38%)
Conform recensământului efectuat în 2021, populația comunei Brusturi se ridică la 3.037 de locuitori, în scădere față de recensământul anterior din 2011, când fuseseră înregistrați 3.469 de locuitori. Majoritatea locuitorilor sunt români (83,11%), cu minorități de slovaci (3,49%), romi (3,03%) și maghiari (1,12%), iar pentru 9,25% nu se cunoaște apartenența etnică. Din punct de vedere confesional, majoritatea locuitorilor sunt ortodocși (67,3%), cu minorități de penticostali (17,65%), romano-catolici (2,5%) și baptiști (1,42%), iar pentru 9,38% nu se cunoaște apartenența confesională.

## Politică și administrație
Comuna Brusturi este administrată de un primar și un consiliu local compus din 13 consilieri. Primarul, Radu-Daniel Gavra[*], de la Partidul Național Liberal, este în funcție din 1 noiembrie 2024. Începând cu alegerile locale din 2024, consiliul local are următoarea componență pe partide politice:
|  | Partid                                                  | Consilieri | Componența Consiliului | Componența Consiliului | Componența Consiliului | Componența Consiliului |
|  | ------------------------------------------------------- | ---------- | ---------------------- | ---------------------- | ---------------------- | ---------------------- |
|  | Partidul Național Liberal                               | 4          |                        |                        |                        |                        |
|  | Partidul Social Democrat                                | 3          |                        |                        |                        |                        |
|  | Partidul Puterii Umaniste                               | 3          |                        |                        |                        |                        |
|  | Uniunea Democratică a Slovacilor și Cehilor din România | 2          |                        |                        |                        |                        |
|  | Uniunea Salvați România                                 | 1          |                        |                        |                        |                        |

## Atracții turistice
- Biserica de lemn din satul Țigăneștii de Criș, construcție secolul al XVII-lea, monument istoric
- Muntele Șes - sit de importanță comunitară inclus în rețeaua ecologică europeană Natura 2000 în România.

## Personalități născute aici
- Octavian Bot (n. 1951), inginer, politician, deputat, fost primar al municpiului Oradea.